# Бачище
Бачище е защитена местност в България. Намира се в землището на Етрополе.
Защитената местност е с площ 223,6 ha. Обявена е на 13 август 1981 г. с цел опазване на живописен природен изглед и характерна за района растителност.
В защитената местност се забраняват:
- всякакви дейности като нараняване на стъблата, чупене на клони и други, които биха довели до повреждане на дърветата;
- влизането, преминаването и паркирането на моторни превозни средства;
- късането или изкореняването на растенията;
- пашата на кози;
- безпокоенето на дивите животни, вземането на техните малки или яйцата им, както и разрушаването на гнездата и леговищата им;
- разкриването на кариери, провеждането на минно-геоложки и други дейности, с които се повреждат или изменят както естествения облик на местността, така и на водния и режим;
- извеждането на сечи, освен отгледни и санитарни;
- всякакво строителство, освен в случаите, когато такова е предвидено в устройствения проект на защитената местност;
- паша, като броя и вида на домашните животни се определят по годишни планове.[1]